# Туписа
Туписа (исп.  Tupiza) — город в департаменте Потоси (Боливия).

## Расположение и общие сведения
Туписа находится на юго-западе Боливии, в провинции Суд Чичас. Иностранные туристы бо́льшей частью попадают сюда из Аргентины, переходя границу в городе Ла-Кьяка, затем  следуя транзитом через приграничный боливийский Вильясон.
Главная городская площадь с фонтаном в центре называется Пласа Принсипал (исп. Plaza Principal). Помимо того – Площадь Обелиско (исп. Plaza Obelisco ), Пласа-де-ла-Мадре (исп.  Plaza de la Madre ), Площадь А. Доминигеса (исп.  Plaza A. Dominquez ) и Площадь Эль-Кастилин (исп.  Plaza El Castillin). Имеются две смотровые площадки (исп.  miradors ), с которых открывается вид на живописные горы и городские кварталы. Первая  – Сердце Иисуса (исп.  Corazon de Jesus ) находится в 15 минутах ходбьы от центральной площади, рядом со статуей Христа-искупителя. Вторая – Ла-Крус (исп.  La Kruz ), в трех километрах от города.

## Туризм и достопримечательности
Главная достопримечательность города – многочисленные каньоны и скалы из красного песчаника, окружающие его, что привлекает сюда многочисленных туристов не только из соседней Аргентины, но и со всего мира: Валье-де-лос-мачос (исп. Valle de los machos) с символизирующими вход в эту долину Воротами дьявола (исп.  Puerta del diablo ), Каньон-дель-Инка (исп.  Cañón del Inca), Ущелье Пальмира (исп.  Quebrada de Palmira), Эль-каньон (исп.  El Cañón), Продольная долина (исп.  Valle Longitudinal ), Каньон Дель-Дуэнде (в переводе с испанского — Каньон Эльфов, либо Гоблинов)  (исп.  Cañón del Duende). Своеобразен менее популярный у туристов каньонМагико, а о каньоне Колорадо знают только местные жители. 

Из Туписы в постоянном режиме стартует четырехдневная экскурсия к солончаку Уюни, недалеко от которого находится кладбище паровозов.

## Климатические условия
Климат – семиаридный. Среднегодовая температура составляет 13° C и незначительно колеблется между 8° C в июне, июле и 16° C – с декабря по февраль. Годовое количество осадков – около 300 мм, с выраженным сухим сезоном с апреля по октябрь с ежемесячным количеством осадков менее 10 мм и влажным сезоном с декабря по февраль с месячным количеством осадков от 60 до 80 мм.

## Примечания

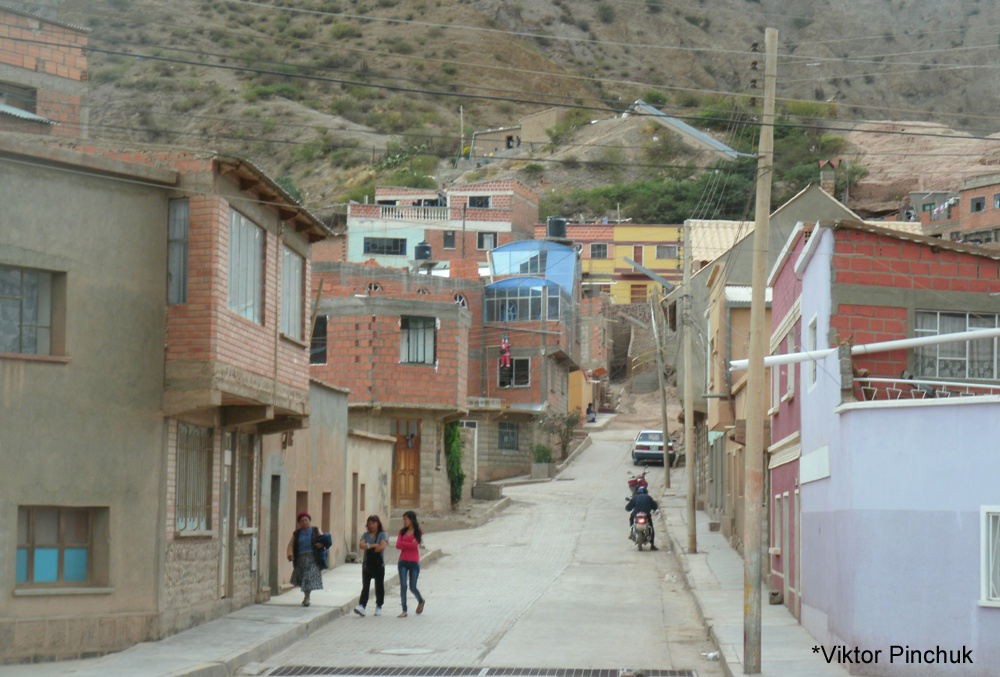
Туписа, улица на окраине (фото из книги: Пинчук В.В. "Двести дней в Латинской Америке")